# Диортосиликат натрия
Диортосиликат натрия — неорганическое соединение,
соль натрия и кремнёвой кислоты с формулой Na6Si2O7,
бесцветные кристаллы,
растворяется в воде.

## Получение
- Сплавление стехиометрических количеств карбоната натрия и диоксида кремния:

{\displaystyle {\mathsf {3Na_{2}CO_{3}+2SiO_{2}\ {\xrightarrow {1150^{o}C}}\ Na_{6}Si_{2}O_{7}+3CO_{2}\uparrow }}}

## Физические свойства
Диортосиликат натрия образует бесцветные кристаллы
триклинной сингонии,
пространственная группа P 1,
параметры ячейки a = 0,58007 нм, b = 1,15811 нм, c = 2,3157 нм, α = 89,709°, β = 88,915°, γ = 89,004°, Z = 8 .
Растворяется в воде.

## Химические свойства
- Разлагается при нагревании:

{\displaystyle {\mathsf {Na_{6}Si_{2}O_{7}\ {\xrightarrow {620^{o}C}}\ Na_{4}SiO_{4}+Na_{2}SiO_{3}}}}

## Применение
- Компонент шихты в производстве стекла.
- В производстве алюмосиликатных катализаторов.